# Philipp Krebs (Unihockeytrainer)
Philipp Krebs (* 4. Dezember 1993) ist ein Schweizer Unihockeytrainer.

## Trainerkarriere
2015 übernahm der Zürcher die U18-Mannschaft des HC Rychenberg Winterthur. In seiner ersten Saison mit den Eulachstädtern gewann er die Schweizer Meisterschaft.
Nach zwei Saisons als Cheftrainer der U18 übernahm Krebs die U21-Mannschaft des HCR zudem wurde er Assistenztrainer der U17-Regionalauswahl Zentral unter der Leitung von Patrick Berwert.
Im Frühjahr 2019 verkündete der HC Rychenberg Winterthur, dass Krebs Cheftrainer der ersten Mannschaft werden wird.
Zudem wurde er Assistenztrainer vom neuen U19-Nationalmannschaftstrainer Olli Oilinkis, mit dem er schon ein Jahr in der U17 gearbeitet hat.
Im März 2024 wurde Krebs vom HC Rychenberg freigestellt und bekanntgegeben, dass die Parteien "ab sofort getrennte Wege" gehen.

## Podcaster
Im Dezember 2020 startete er zusammen mit Andreas Kronenberg den ersten Unihockey Podcast in der Schweiz. Der Podcast unter dem Namen "Krebs und Krona" erscheint in unregelmässigen Abständen.